# Plestiodon elegans
Plestiodon elegans är en ödleart som beskrevs av  George Albert Boulenger 1887. Plestiodon elegans ingår i släktet Plestiodon och familjen skinkar. Inga underarter finns listade i Catalogue of Life.